# Jarosław Rusiecki
Jarosław Rusiecki (Nieskurzów Stary; 20 de Julho de 1961 — ) é um político da Polónia. Ele foi eleito para a Sejm em 25 de Setembro de 2005 com 4009 votos em 33 no distrito de Kielce, candidato pelas listas do partido Prawo i Sprawiedliwość.